# Música de mobiliario
Música de mobiliario (en francés musique d’ameublement) es un término acuñado por el compositor Erik Satie en 1917, que hace alusión a una música de fondo originalmente interpretada por artistas en vivo, pero que está pensada para acompañar ciertos espacios o actos sociales sin que nadie le preste atención.

## Descripción
El propio Satie en una carta dirigida a Jean Cocteau definía la música de mobiliario de la siguiente manera:

«La Musique d’ameublement est foncièrement industrielle. L’habitude – l’usage – est de faire de la musique dans des occasions où la musique n’a rien à faire. Là, on joue des Valses, des Fantaisies d’Opéra & autres choses semblables, écrites pour un autre objet. Nous, nous voulons établir une musique faite pour satisfaire les besoins "utiles". L’Art n’entre pas dans ces besoins. La Musique d’ameublement crée de la vibration ; elle n’a pas d’autre but ; elle remplit le même rôle que la lumière, la chaleur & le confort sous toutes ses formes.

Exigez la Musique d’ameublement.

Pas de réunions, d’assemblées, etc. sans Musique d’ameublement.

Pas de mariage sans Musique d’ameublement.

Ne vous endormez pas sans entendre un morceau de Musique d’ameublement, ou vous dormirez mal.»
«La música de mobiliario es fundamentalmente industrial. El hábito -el uso- es hacer música en ocasiones en las que la música no tiene nada que hacer. Ahí se tocan valses, fantasías operísticas y cosas por el estilo, escritas para otro fin. Queremos establecer una música hecha para satisfacer necesidades "útiles". El arte no entra en esas necesidades. La música de mobiliario crea una vibración; no tiene otra finalidad; cumple el mismo papel que la luz, el calor y el confort en todas sus formas.

Exijan música de mobiliario.

Ni reuniones, ni asambleas, etc. sin música de mobiliario.

No se case sin música de mobiliario.

No entre en una casa en la que no haya música de mobiliario.

Quien no ha oído la música de mobiliario desconoce la felicidad.

No se duerma sin escuchar un fragmento de música de mobiliario o dormirá usted mal.»
– Carta de Erik Satie a Jean Cocteau, 1 de marzo de 1920.

Actualmente, este concepto está presente en multitud de espacios urbanos como centros comerciales o aeropuertos; lo que el antropólogo francés Marc Augé califica como "no-lugares". Satie, sin saberlo, estaba pensando en el hilo musical de los supermercados antes de que existiesen.

## Composiciones de Satie

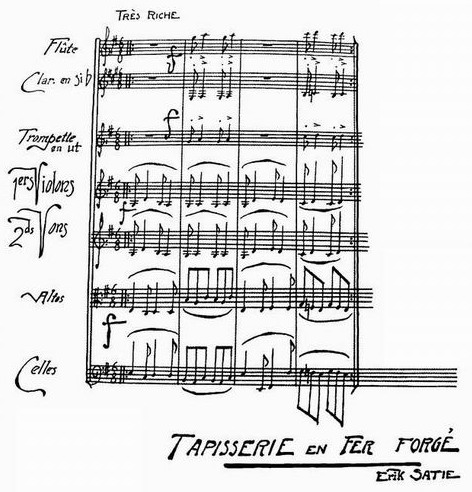
«Tapisserie en Fer forge», 1924.

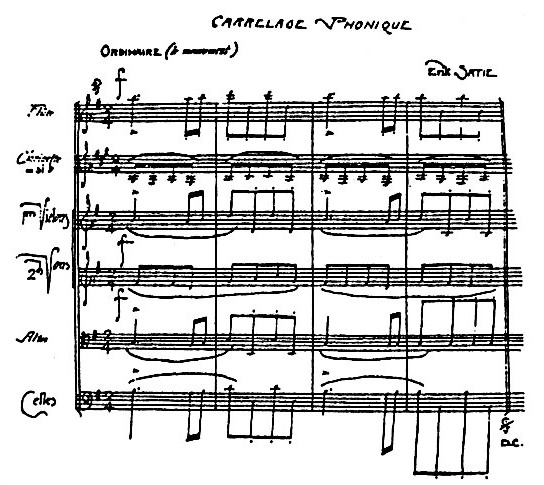
«Carrelage Phonique», 1917.

Aunque otras selecciones de la música de Erik Satie pueden ser experimentadas (y veces están indicadas) como música de mobiliario, el propio compositor aplicó el nombre únicamente a cinco pequeñas piezas, compuestas en tres series distintas. 
Como las piezas de música de mobiliario de Satie eran muy cortas con un número indefinido de repeticiones, este tipo de música más adelante se asoció con la música repetitiva, que a veces se utiliza como sinónimo de la música minimalista. No obstante, este tipo de terminología todavía no existía en tiempos de Satie.

### Primera serie (1917)
La primera serie fue escrita en 1917 para flauta, clarinete y cuerdas, además de una trompeta para la primera pieza.
- Tapisserie en fer forgé - pour l'arrivée des invités (grande réception) - À jouer dans un vestibule - Mouvement: Très riche. (Tapiz en hierro forjado - para la llegada de los invitados (gran recepción) - para ser tocada en un vestíbulo - Movimiento: Muy rico)
- Carrelage phonique - Peut se jouer à un lunch ou à un contrat de mariage - Mouvement: Ordinaire. (Mosaico fónico - se puede interpretar durante un almuerzo o matrimonio civil - Movimiento: Ordinario)

Esta primera serie al parecer jamás fue interpretada, ni la partitura publicada, durante la vida de Satie.

### Segunda serie (1920)
La segunda serie lleva por título Sons industriels (Sonidos industriales) y se escribió entre febrero y marzo de 1920 para dúo de pianos, 3 clarinetes y trombón.
- Premier Entr'acte: Chez un Bistrot" (Primer entreacto: En un "Bistro")
- Second Entr'acte: Un salon (Segundo entreacto: Un salón)

La segunda serie contiene reminiscencias de melodías populares de Camille Saint-Saëns y Ambroise Thomas, entre otros. Se estrenó en París el año en que fue compuesta, como música para el descanso de una comedia perdida de Max Jacob. Durante estos descansos se invitó al público a visitar una exposición de dibujos infantiles en la galería que acogía el estreno.
Las indicaciones de las intenciones de los artistas que dan la primera actuación se encuentran en el manuscrito de la partitura: Divertimento mobiliario organizado por el grupo de músicos conocidos como los "Nouveaux Jeunes". La música de mobiliario reemplaza a "valses" y "fantasías operísticas", etc. No se confunda! Es algo más! No más "música falsa". La música de mobiliario completa la propiedad de uno; es nueva, no molesta a las costumbres, no es agotadora, es francesa, no va a desgastar, no es aburrida.

### Obra encargada (1923)
En 1923 la señora Eugène Meyer jr. que vivía en Washington D. C. encargó a Satie una pieza para pequeña orquesta.
- Tenture de cabinet préfectoral (Revestimiento de pared en la oficina de un jefe de policía)

La pieza encargada por separado fue enviada a Estados Unidos. No hay ningún evento público conocido o publicación de esta música antes de abandonar el continente europeo. Esta pieza a veces se presenta como música de mobiliario n.º 3.